# Ranzig (Tauche)

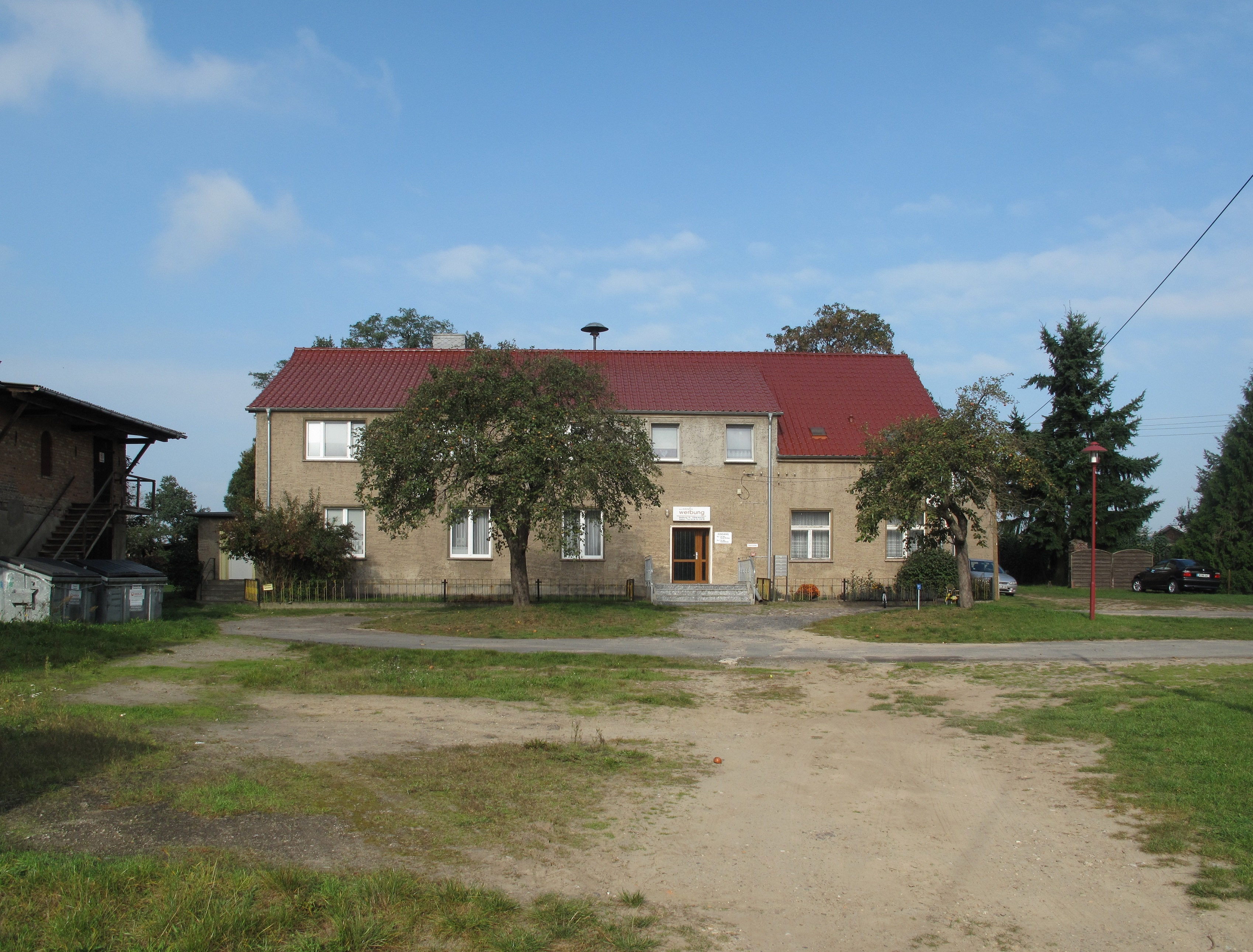
Ehemaliges Gutshaus von Ranzig

Ranzig (niedersorbisch Rańšyk) ist ein Ortsteil der Gemeinde Tauche im Landkreis Oder-Spree in Brandenburg. Bis zum 31. Dezember 2001 war Ranzig eine eigenständige Gemeinde, die vom Amt Tauche verwaltet wurde.

## Lage
Ranzig liegt in der Niederlausitz, am südlichen Rand der Beeskower Platte und direkt am Ranziger See. Die Kreisstadt Beeskow ist etwa sieben Kilometer, die Stadt Lübben etwa 29 Kilometer entfernt. Umliegende Ortschaften sind der zu Beeskow gehörende Ortsteil Kohlsdorf im Norden, Kummerow in der Gemeinde Friedland im Nordosten, Leißnitz im Osten, Glowe im Südosten, Trebatsch im Süden, Briescht im Südwesten, Stremmen im Westen sowie Tauche im Nordwesten.
Die Bundesstraße 87 von Lübben nach Frankfurt (Oder) verläuft in Nord-Süd-Richtung durch den Ort. Des Weiteren beginnt die Kreisstraße 6723 in Ranzig und führt von dort aus nach Tauche. Von seinen östlich gelegenen Nachbarorten ist Ranzig durch den Ranziger See, den Leißnitzsee, den Glower See und den Schwielochsee sowie die Spree getrennt. Zu Ranzig gehört der Wohnplatz Ranzig Ausbau Tiefensee.

## Geschichte
Ranzig wurde im Jahr 1393 als Wranzck erstmals urkundlich erwähnt. 1496 wurde der Name als „Rantzigk“ erwähnt. Ernst Eichler leitet den Ortsnamen von dem altsorbischen Wort „vron“ ab, was in dem Zusammenhang in etwa „Ort, an dem es Raben gibt“ bedeutet. Nach dem Historischen Ortslexikon war Ranzig spätestens ab der genauen Erfassung ihrer Grenzen Teil der Herrschaft Beeskow. Für 1415 verzeichnet Wohlbrück 38 zinsbare Hufen, der Dorfschulze hielt vier Hufen, vier Bauern je drei Hufen und elf Bauern je zwei. Die Bewohner Ranzigs waren abgabepflichtig mit 58 Groschen, vier Scheffel Korn, elf Hühnern, vier Mandel Eier und zwei Metzen Mohn.
Als Teil der Herrschaft Beeskow gehörte die Gemeinde Ranzig historisch gesehen zum Bees- und Storkowischen Kreis, in dem die Herrschaften Beeskow und Storkow zusammengeschlossen waren. Am 30. April 1815 wurden die Herrschaften getrennt, der Beeskowische Teil wurde dem Landkreis Lübben zugeordnet. 1829  Am 1. Januar 1836 erfolgte wieder der Zusammenschluss des Gebietes der Herrschaft Beeskow mit dem Storkowischen Teil des Landkreises Teltow-Storkow zum Landkreis Beeskow-Storkow. 1841 hatte Ranzig 235 Einwohner und war nach Stremmen eingepfarrt. Das Dorf befand sich damals im Besitz des Amtsrates Zier.
Ranzig gehörte seit jeher zum Königreich Preußen. Am 25. Juli 1952 wurde die Gemeinde dem neu gebildeten Kreis Beeskow im Bezirk Frankfurt (Oder) zugeordnet. Nach der Wende lag Ranzig im Landkreis Beeskow in Brandenburg. Am 15. September 1992 schloss die Gemeinde sich dem Amt Tauche/Trebatsch, welches sich später in Amt Tauche umbenannte, an. Bei der Kreisreform in Brandenburg am 6. Dezember 1993 fusionierte der Landkreis Beeskow mit zwei anderen Landkreisen zum Landkreis Oder-Spree. Am 31. Dezember 2001 wurde die Gemeinde Ranzig mit zehn weiteren Gemeinden zu der neuen Gemeinde Tauche zusammengeschlossen. Am 26. Oktober 2003 wurde das Amt Tauche aufgelöst.

## Bevölkerungsentwicklung
| Jahr | Einwohner | Jahr | Einwohner | Jahr | Einwohner |
| ---- | --------- | ---- | --------- | ---- | --------- |
| 1875 | 266       | 1939 | 202       | 1981 | 309       |
| 1890 | 241       | 1946 | 303       | 1985 | 335       |
| 1910 | 271       | 1950 | 310       | 1989 | 321       |
| 1925 | 274       | 1964 | 279       | 1995 | 381       |
| 1933 | 225       | 1971 | 301       | 2000 | 403       |